# Scoliacma hampsoni
Scoliacma hampsoni là một loài bướm đêm thuộc phân họ Arctiinae, họ Erebidae.